# Lothar Matuschak
Lothar Matuschak (* 10. Juni 1948) ist ein ehemaliger deutscher Fußballspieler. Der Torwart, der mit Westfalia Herne in der 2. Bundesliga antrat, arbeitet seit seinem Karriereende als Torwarttrainer.

## Laufbahn
Matuschak spielte für Westfalia Herne, ab dem Aufstieg des Klubs 1975 in der 2. Bundesliga. Mit Hans-Jürgen Bradler lieferte er sich ein Duell um den Stammplatz zwischen den Pfosten, bei dem sich die Protagonisten in den einzelnen Spielzeiten abwechselten. Bis zum nach der Pleite des Hauptsponsors Goldin aus finanziellen Gründen erzwungenen Abstieg 1979 bestritt er 82 Zweitligapartien für den Klub.
1995 heuerte Matuschak als Torwarttrainer beim FC Schalke 04 an. Vornehmlich in der Jugendabteilung des Klubs tätig, förderte er in den folgenden Jahren diverse Talente. Unter den Spielern, die den Durchbruch im Profifußball schafften, gehören der spätere A-Nationaltorhüter Manuel Neuer, mit Christian Wetklo, Mohamed Amsif, Christofer Heimeroth, Ralf Fährmann, Lars Unnerstall und Patrick Rakovsky weitere Torhüter verschiedener deutscher Nachwuchsnationalmannschaften sowie Robert Wulnikowski, Manuel Lenz, Volkan Ünlü und Lukas Raeder. Sein vormaliger Schützling Toni Tapalović, der als Spieler nicht über den Amateurbereich hinauskam, wurde 2011 als Nachfolger von Frans Hoek und Walter Junghans Torwarttrainer beim FC Bayern München.